# 北斗の拳 世紀末ドラマ撮影伝
『北斗の拳 世紀末ドラマ撮影伝』（ほくとのけん せいきまつドラマさつえいでん）は、原案：武論尊・原哲夫、漫画：倉尾宏による日本の漫画作品。『北斗の拳』のスピンオフ作品。『ゼノン編集部』（コアミックス）内の「WEBコミックぜにょん」レーベルで2021年2月26日より連載中。

## 概要
1983年の日本を舞台とする漫画作品であるが、作中の世界では漫画、およびテレビアニメの『北斗の拳』が存在しておらず、オリジナル特撮ドラマとして『北斗の拳』が撮影される様子を描いて行く作品。ドラマで製作されるストーリー自体は漫画原作と同じ進行であるが、「北斗神拳は実は現場のアドリブだった」、「急展開は役者の都合」といった原作漫画によく行われていたツッコミどころを現実ネタのギャグドラマとして回収している。
コミックス4巻には、曽山一寿が推薦文として「お前はもう笑い死んでいる!!」「あの名作『北斗の拳』がいい意味で台無しです!!」のコメントと、ヒゲに「北斗」の文字が入った曽山の漫画キャラクター「じーさん」の描き下ろしイラストを寄せている。

## あらすじ
1983年9月からテレビ放映開始予定の特撮ドラマ『北斗の拳』の撮影が行われていた。
第1話の撮影は殺陣シーンでケンシロウ役のパンチが当たるなどもしたが、順調に終了。クロマキー合成して背景を付ける前の映像を見た出演者からは、こんなドラマは見たことがないと好評だったが、原口監督は大ヒット中の他番組『東武警察』などを超えるには何かが足りないと感じていた。
第1話のクライマックスは、特撮班渾身製作の等身大ジードの上半身を用い、眼や鼻といった穴から血糊が噴き出すというものだったが、内部のパイプが絡んでいたために、内部から爆発するようなことになった。しかし、これが原口監督のインスピレーションを刺激する。発勁の使い手だったケンシロウは、殴る蹴るしたうえで内部から爆発する暗殺拳・北斗神拳の使い手となった。
雑魚も爆発させるということで、撮影はやり直し。画面映えする激しい動きに対し、ケンシロウ役の橘が連続してパンチを突き出すアイデアを出し、採用。また必殺技の決め台詞もその場で俳優陣に募り、橘の「必殺技＝必ず殺す技＝当たったら“もう死んでいる”」というアイデアが採用され、「お前はもう死んでいる……」が生まれる。
ノリノリの原口監督に対し、俳優陣は放送可能なのかを心配するのだった。（以上、第1話）

## 登場人物

### 『北斗の拳』登場人物
俳優名 / 『北斗の拳』での役名
橘 優季（たちばな ゆうり） / ケンシロウ
本作が初主演となる。筋肉は肉襦袢（ボディースーツ）着用。監督の意向で「男らしさの象徴」として太い眉毛もメイクの一環である。
氷室 さやか（ひむろ さやか） / リン
子役。芸歴は長く、高飛車な態度で製作スタッフを振り回す。同年代のキャリアの浅い子役の負担を減らすため、自分が代役を務めた後、そのシーンの最後で負担の少ない2人で映る必要が有る部分だけ役を戻し、相手役を尊重するなど、プロ意識の高さを見せる。演技力の高さから、しばしば主役を喰われかねないと橘が奮起することになる。
安西 まもる（あんざい まもる） / バット
役とは異なり、素直な子役。バットの髪は鬘。
木村 正（きむら ただし） / ジード、デビルリバース
本業はプロレスラー。
田丸 恒夫（たまる つねお） / ミスミ
時代劇の斬られ役で定評のある超ベテラン有名俳優。当初、ケンシロウの技は北斗百裂拳ばかりであったが、田丸の指摘によって多彩な技が生まれるきっかけとなった。この役を最後に俳優業を引退した。
柳乃海 虎雄（やなぎのうみ とらお） / ハート
元力士で相撲の稽古の際にしごかれた経験から、痛みに対して恐怖心を抱いていたため、撮影が難航していたが、血しぶきをあげて爆発する演出用の「ハート人形（等身大）」を柳乃海が自らが着込むことによって、人形の厚みから痛みを感じなくなったことで、撮影が進んだ。
撮影現場のノリで人形を着たまま爆発させられることになったため、柳乃海が「ひでえ」と言いかけるが、爆発と重なった「ひでぶ」と叫んでしまうことになった。
北斗の拳出演以降はハートの設定を活かし「ミスターハート」のリング名で悪役レスラーに転身。
菱川 康一 （ひしかわ こういち）/ シン
ジャミング事務所に所属する人気アイドル。地毛は短髪黒髪だがシン役としては金髪長髪の鬘を着用。
「アイドルから役者に羽化するんだ」などと監督を含め周囲から言いくるめられ、全裸になる演出なども受け入れ、橘同様に脚本には書かれていなかった名台詞・名場面を生み出していくことになる。
北斗の拳出演以降、新選組物の映画で土方歳三役に抜擢され、後にハリウッド進出も果たすことになる。
中沢 友美（なかざわ ともみ） / ユリア
清純派アイドルで、橘は中沢のデビュー当時から応援している。撮影当初はドラマ撮影に不慣れなことと、現場で変更される突飛で過激な演出に苦戦して全然喋れず人形のような演技しか出来なかったが、これが後々に「実は人形だった」という伏線としても利用される。
北斗の拳出演以降、レオタードを着た女怪盗もの新作ドラマの主役に抜擢される。
シーズン2からの登場人物
嘉崎 将真（かざき しょうま） / レイ
ジャミング事務所に所属するアイドル。バレエ経験者であり、バレエの流麗な動きをオーディションで披露し、南斗水鳥拳の設定に結び付く。
橘と菱川はワイヤーアクションの撮影に苦戦していたが、嘉崎は一発OKを出すほどアクションシーンにも強いが、嘉崎本人は舞台役者志向。
二見 良子（ふたみ りょうこ） / マミヤ、回想シーンのユリア
シーズン2のヒロインオーディションで選ばれる。学生時代はスケバンであったが足を洗い役者の道に進む。バイクや武器の取り扱いも行える。スケバン時代も弱い者いじめなどはせず、強い相手としか喧嘩はしない硬派である。
サービスシーンの撮影では下着を見せる程度の予定だったが、二見本人の意向もあってノーブラで挑むこととなった。
朽木 茂（くちき しげる） / ジャギ
東武警察劇場版への出演暦もある舞台俳優。横柄な振る舞いや女性スタッフへのセクハラなどをカメラ外でも行うとして東武警察撮影時にも問題視されていたが、役になり切ってしまう「メソッド演技」によるものであり、本来は礼儀正しい性格。
ジャギ編終了後に嘉崎からメソッド演技を学びたいと事務所経由で請われ、演技方法を教える。
大石 博典 （おおいし ひろのり）/ トキ、アミバ
ヘイプロ所属の実力派人気俳優。医療ドラマのエリート外科医役でも知られるが、残酷シーンは苦手。人形が殴られるシーンを見ただけでも気を失うほどであったが、スタッフが歴代爆死人形を見せて慣れさせるなどして乗り越えた。
ヘイプロからの要望で、大石の出演延長を依頼された結果、アミバの設定が生まれ、兼役することになる。
島田 雅樹（しまだ まさき） / ラオウ
オリンピック出場経験もある元バレーボール選手。身長2メートル10センチ。ケンシロウの撮影は肉襦袢を着ていることを知らず、オーディション実施までの肉体鍛錬でラオウそのものの筋肉を身に着ける。ワイヤーアクションなども実際にジャンプしていると思っていたりと、素直で天然な性格をしている。
サーカス団のトラや元ばんえい馬など動物には好かれる。
ブラックキング号 / 黒王号
元ばんえい馬。ばんえい競走は引退済であるが、体重は1トンを超す。ラオウ役島田の体重（145キログラム）に衣装類の重さを乗せても平気。
見た目と違って性格はおとなしく、子役の氷室、安西を乗せたり、撮影時には自ら動いて島田の元へすり寄るなどする。
渡辺サトル （わたなべ さとる）/ ユダ
ジャミング事務所所属の現役アイドル。嘉崎の後輩にあたり、非常に嘉崎を尊敬している。

劇場版からの登場人物
柏葉 隆吉（かしわば りゅうきち） / サウザー
ヘイプロ所属の売れっ子俳優。当初はケンシロウに味方するシュウ役であったが、敵役のほうが出番が長いとのことで、事務所からの圧力によりサウザー役に交代となった。
自身での初の悪役作りに苦戦するが谷口のアドバイスによって、これまで自分が演じてきた正義側から見て敵対していた役を思い浮かべ、これまでの北斗になかった新しいタイプの悪役を生み出すことになった。
谷口 陣 （たにぐち じん）/ シュウ
ハウスダストプロモーション所属の俳優。任侠映画等で様々な悪役を演じてきた実力派。上述のようにサウザー役からシュウ役に変更となったが、もって生まれた悪役顔と鋭い目つきはどうやっても味方には見えず、シュウの設定作りに難航することにもなった。
谷口 潤 （たにぐち じゅん）/シバ
谷口陣の息子。役者志望で見学を兼ねて連れて来られ、初出演ながら父親譲りの演技を披露した。

### 製作スタッフ
原口 勝夫（はらぐち かつお）
監督。製作指揮。アクション映画や特撮に長ける。
浦野（うらの）
アシスタントディレクター。当初は現場で起きるさまざまな出来事に振り回されるだけだったが、劇場版の撮影で予算のほとんどを費やして原口と特撮班が巨大な十字型のピラミッド「聖帝十字陵」を作ってしまったことで、タガが外れ、エキストラを雇う予算が無いのを近所の小学校にかけあって校外学習という体で児童を使ってピラミッド建設シーンを撮影させた。子供を肉体労働に使うのは効率が悪いのではという周囲からの突っ込みに、大人は逆らうけど子供は従うからと返答し、サウザー率いる聖帝軍の設定に加わることになる。
武藤 尊徳
脚本家。現場判断で脚本の内容が大幅に改変されるのが常ではあるが、面白ければOKとしている。
剃江
プロデューサー。肉体の爆発や血しぶき飛び交う場面が多い『北斗の拳』をスプラッター映画やホラー映画と同じと熱弁によってお偉いさんを説得し、番組の放送を実現させた。
岩瀬
ジャミング事務所の女性マネージャー。

## 書誌情報
- 武論尊・原哲夫（原案） / 倉尾宏（漫画） 『北斗の拳 世紀末ドラマ撮影伝』 コアミックス〈ゼノンコミックス〉、既刊7巻（2025年3月19日現在）[6]
  1. 2021年10月20日発売、ISBN 978-4-86720-277-7
  2. 2022年4月20日発売、ISBN 978-4-86720-361-3
  3. 2022年10月20日発売、ISBN 978-4-86720-432-0
  4. 2023年5月19日発売、ISBN 978-4-86720-496-2
  5. 2024年2月20日発売、ISBN 978-4-86720-621-8
  6. 2024年10月19日発売、ISBN 978-4-86720-695-9
  7. 2025年3月19日発売、ISBN 978-4-86720-754-3